# 奥德罗维茨·奥蒂洛
奥德罗维茨·奥蒂洛（匈牙利語：Adrovicz Attila，1966年4月8日—），匈牙利男子皮划艇运动员。他曾代表匈牙利参加1996年夏季奥林匹克运动会皮划艇比赛，获得男子四人皮艇1000米银牌。